# Guttal
Das Guttal ist ein linkes Seitental des Mölltals in der Glocknergruppe in Kärnten (Österreich). Das Tal liegt in der Gemeinde Heiligenblut am Großglockner.

## Lage
Das Guttal ist ein Tal im Norden von Heiligenblut an der Grenze zu Salzburg. Es wird umrahmt von den Gipfeln der östlichen Glocknergruppe:
| Spielmann (3027 m)                       | Brennkogel (3018 m)                         | Roßschartenkogel (2665 m) |
| Racherin (3092 m) Wasserradkopf (3032 m) | Kompassrose, die auf Nachbargemeinden zeigt | Schareck (2606 m)         |
|                                          | Mölltal                                     |                           |

Das Guttal ist in zwei Bereiche gegliedert. Das unberührte steile Tal des Hauptbaches im Westen und in das flachere Tal des Tauernbaches im Osten. Hier verläuft der obere Teil der Großglockner-Hochalpenstraße vorbei am Wallackhaus zum Hochtor. Dieser Bereich gehört mit der Panoramabahn auf das Schareck und mit dem Viehbühellift zum Schigebiet Heiligenblut.

## Guttalbach

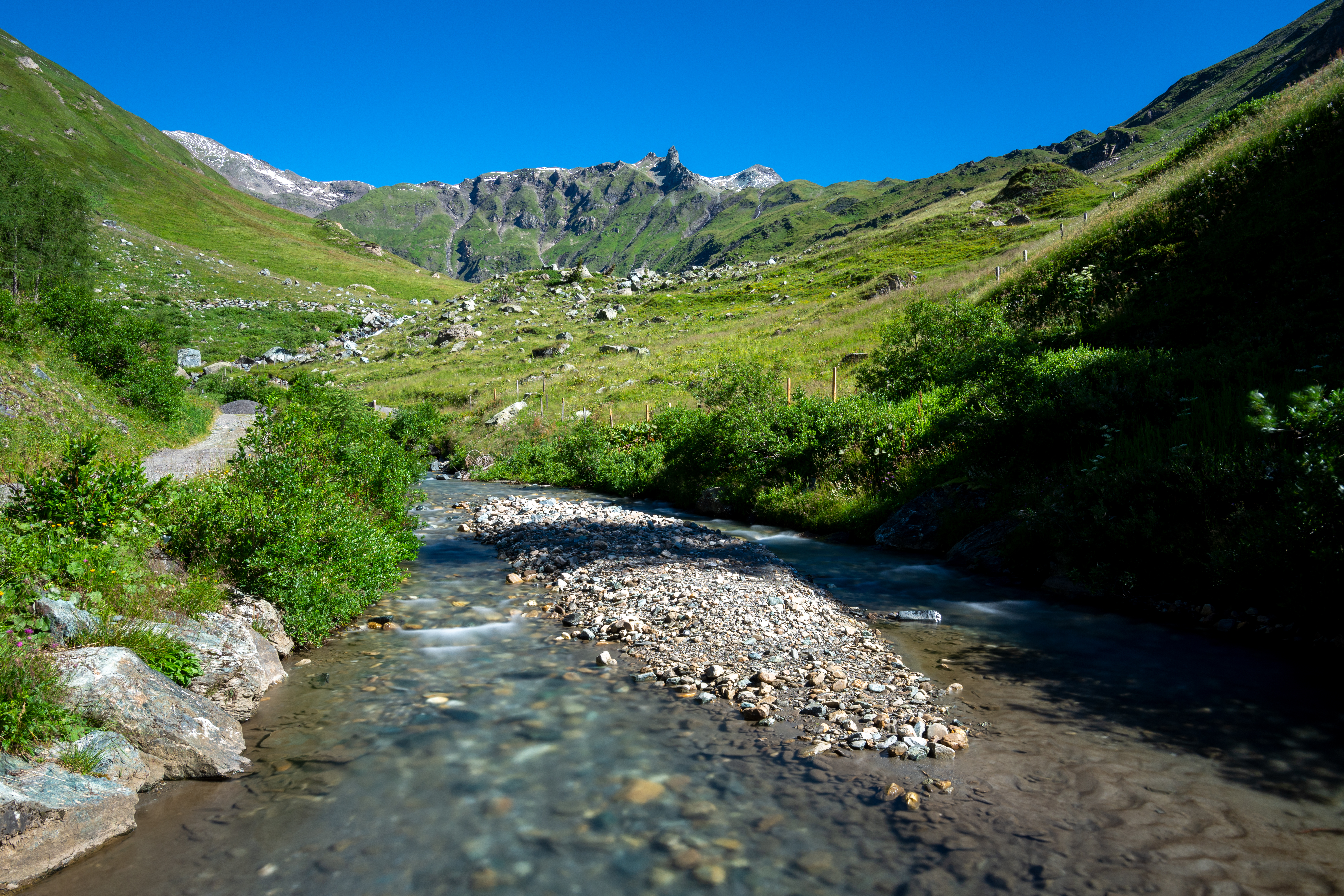
Guttalbach nahe der Großglockner Hochalpenstraße

Der Guttalbach entspringt zwischen Spielmann und Brennkogel in rund 2450 Meter Seehöhe. Er fließt in einem engen V-Tal nach Süden. Beim Zufluss des Bachs vom Brettersee wird das linke Ufer kurz etwas flacher, weitet sich aber erst unter der Waldgrenze. Hier öffnet sich wieder das linke Ufer, wo bald der Tauernbach als einziger größerer Nebenbach zufließt. Der Guttalbach mündet in einer Höhe von 1270 Metern beim Ortsteil Winkl nach weniger als 6 Kilometern Länge in die Möll.
Das Einzugsgebiet des Guttalbachs beträgt 16 Quadratkilometer.

## Geschichte
Das im Jahr 1935 errichtete Mauthaus „Guttal “der Großglockner-Hochalpenstraße wurde in den Jahren 2012/13 in das Salzburger Freilichtmuseum in Großgmain übertragen.

## Wanderungen
- Zentralalpenweg: Den nördlichen Kamm entlang führt der Österreichische Weitwanderweg 02 vom Roßschartenkogel über das Hochtor zum Brennkogel und weiter zum Spielmann.[4][5]
- Geotrail Tauernfenster: Dieser markierte Rundweg von der Bergstation Schareck bietet interessante Einblicke in den geologischen Aufbau des Tauernfensters und den Blick auf mehr als 100 Dreitausender.[6]